# 烈火狂奔
《烈火狂奔》（英語：Heartstrings）香港電視廣播有限公司製作的時裝電視劇，於1994年8月29日至1994年9月23日晚上首播，全劇20集，由郭富城、袁潔瑩、黎姿、王書麒、鄭浩南及黃錦燊領銜主演，監製莊偉建，本劇首播時不論收視和口碑均欠佳。
本劇曾於1996年及1999年在翡翠台及2015年2月23日在TVB星河頻道重播。

## 故事大綱
見習醫生林俊暉出身低下層家庭，與同學程可風感情深厚，二人正憧憬著幸福的未來。當俊暉事業有成時，卻不幸地捲入了一宗誤殺案件中，被吊銷醫生執照。同時，俊暉的情敵方文杰更設計陷害俊暉，令俊暉墮入黑白二道的追捕中，被迫亡命天涯。
俊暉的深交區永泰原為黑道人物，本已退出江湖，為救俊暉脫險，一時錯手殺人。但永泰與俊暉是患難兄弟，最後聯手跟文杰進行生死鬥。
另一方面，俊暉因上司的關係，認識其女甘雪梅。雪梅雖患有先天性心臟病，但因深信俊暉無辜，便義無反顧地幫助俊暉逃命，期間，他們相依為命互相支持，建立起深厚的感情。面對可風與雪梅的三角關係，俊暉最後會如何抉擇呢？

## 演員表

### 林家
| 演員   | 角色   | 暱稱/關係 |
| 黎 宣  | 顧 萍  | 萍嬸 醫院女工 徐長武之誼母 林俊暉、林俊邦、林家敏之母 |
| 李兆基 | 徐長武 | 阿武 顧萍之誼子 林俊暉、林俊邦、林家敏之誼兄 被區永泰殺死 |
| 郭富城 | 林俊暉 | 阿暉 醫生（曾被吊銷牌照，第20集恢復） 顧萍之長子 林俊邦、林家敏之兄 甘雪梅之男友 程可風前男友 區永泰之好友 與甘雪梅合唱《燃亮今生》 因疑謀殺陳燕芬而被捕，後被法庭判無罪釋放 |
| 江明輝 | 林俊邦 | 阿邦 顧萍之次子 林俊暉之次弟 林家敏之次兄 |
| 林映輝 | 林家敏 | 阿敏 學生 顧萍之幼女 林俊暉、林俊邦之妹 |

### 程家
| 演員   | 角色   | 暱稱/關係 |
| 鮑 方  | 程學禮 | 醫學教授 王楚琴之夫 程可風之父 |
| 梁舜燕 | 王楚琴 | 程學禮之妻 程可風之母 |
| 袁潔瑩 | 程可風 | 阿風、Dr.Ching 放射科醫生 程學禮、王楚琴之女 林俊暉女友，後分手 方文傑之追求對象 於第20集因護救林俊暉而被方文杰槍傷，於醫院去世，並把心臟捐給甘雪梅 |

### 甘家
| 演員   | 角色   | 暱稱/關係 |
| 黃錦燊 | 甘鈺章 | 心臟科高級醫生 趙素娟之夫 甘雪梅之父 曾與陳燕芬發生戀情 謀殺陳燕芬，但隱瞞事實 於第19集被方文杰綁架 於第20集訴說方文杰之罪行，並被拘捕          |
| 韓馬利 | 趙素娟 | 甘鈺章之妻 甘雪梅之母 於第17集被方文杰殺害 |
| 黎 姿  | 甘雪梅 | 阿梅 兒童合唱團老師 老人中心義工 患有先天性心贓病 甘鈺章、趙素娟之女 林俊暉之女友 與林俊暉合唱《燃亮今生》 於第20集得以程可風捐贈心臟，得以康復 |

### 張家
| 演員   | 角色   | 暱稱/關係                                                                                     |
| 孫季卿 | 張 成  | 何秀清之夫 區永泰之岳父 張婉芳之父                                                            |
| 馮瑞珍 | 何秀清 | 張成之妻 張婉芳之母 區永泰之岳母                                                              |
| 鄭浩南 | 區永泰 | 阿泰、大佬泰 曾擔任黑社會手下 張成、何秀清之女婿 張婉芳之夫 林俊暉之好友 誤殺徐長武，得以緩刑 |
| 吳詠紅 | 張婉芳 | 阿芳 張成、何秀清之女 區永泰之妻 曾一度離開區永泰                                             |

### 明華醫院
| 演員   | 角色   | 暱稱/關係                         |
| 王書麒 | 方文杰 | 本劇終極大反派 見習醫生，後為醫生 |
| 羅君左 | 周啟祥 | 見習醫生，後為醫生                |
| 何遠恆 | 何志恒 | George 見習醫生，後為醫生         |
| 郭城俊 | 蔡文健 | Simon 見習醫生，後為醫生          |

### 其他演員
- 飾 陳姑娘
- 鄧汝超 飾 的士司機
- 黃詩雅 飾 孕　婦
- 蔡國慶 飾 漢　伯
- 梅巧珍 飾 林晓美
- 余慕蓮 飾 阿　嬸
- 梁少狄 飾 大雞財
- 何璧堅 飾 張　伯
- 王維德 飾 王Sir
- 鄭繼宗 飾 喪　狗
- 黃振寧 飾 CID
- 李家強 飾 鬈　毛
- 溫雙燕 飾 阿　嬸
- 麥皓為 飾 監　製
- 陳中堅 飾 Dr.Li
- 司徒浩 飾 唱片公司經理
- 羅泳嫻 飾 鍾學敏（敏敏）
- 郭賢宏 飾 病　人
- 李學良 飾 控制員
- 郭德信 飾 馬志偉
- 歐艷芳 飾 菲　傭
- 劉超凡 飾 委　員
- 袁一飛 飾 病　人
- 梁克遜 飾 委　員
- 張鴻昌 飾 葉燦標
- 郭卓樺 飾 趙子榮
- 黃春榮 飾 標手下
- 葉志華 飾 標手下
- 陳　軼 飾 標仇家/手下
- 時　間 飾 標仇家
- 沈寶思 飾 標之手下
- 何金靈 飾 標之手下
- 張海勤 飾 標之手下
- 張北雲 飾 標之手下
- 黃康森 飾 標之手下
- 黃小燕 飾 陳燕芬
- 朱偉達 飾 攝影人員
- 黃成想 飾 鄧議員
- 張俊華 飾 鄧助手
- 伍文生 飾 記　者
- 黃清榕 飾 記　者
- 劉美珊 飾 新　娘（周麗麗）
- 黃建峰 飾 司　儀
- 虞天偉 飾 阿　東
- 黃煒林 飾 CID
- 張宏偉 飾 CID
- 戴少民 飾 何律師
- 夏國榮 飾 村　民
- 李　軍 飾 村　民
- 梁家雄 飾 標手下
- 程　箓 飾 標之手下
- 陳燕航 飾 Mimi
- 曾令茵 飾 Sue
- 鄭　雷 飾 關　耀
- 羅樹棋 飾 沙　生
- 羅　維 飾 沙之手下
- 車婉婉 飾 陳少玲
- 鄧煜榮 飾 藥廠經理
- 戴耀明 飾 暉同事
- 吳文偉 飾 暉同事
- 林正宗 飾 暉同事
- 尹健榮 飾 耀之手下
- 何潔珊 飾 梅同事
- 何浩源 飾 Peter
- 尹健榮 飾 標之手下
- 凌　漢 飾 陸子雲
- 譚一清 飾 廣　叔
- 鄭應龍 飾 阿　龍
- 黎秀英 飾 華　嬸
- 張漢斌 飾 耀之手下
- 梁健平 飾 羅錦全 第17集被方文傑和葉燦標派人用私家車撞
- 鄭君寧 飾 耀之手下
- 吳亞圓 飾 新醫生
- 陳振業 飾 新醫生
- 陳鳳冰 飾 村　婦
- 黃文標 飾 Dr.Faith
- 楊建武 飾 標之手下
- 曾仲元 飾 標之手下
- 容嘉勵 飾 CID
- 蕭玉燕 飾 護　士
- 陸麗燕 飾 護　士
- 陳曉雲 飾 護　士